# Costa do Marfim nos Jogos Olímpicos de Verão de 1968
A Costa do Marfim competiu nos Jogos Olímpicos de Verão de 1968 na Cidade do México, México sob o código do COI CML.

## Resultados por Evento

### Atletismo
100m masculino
- Gaoussou Kone
  - Primeira Eliminatória — 10.3 s (→ 3º na bateria, avançou à Segunda Eliminatória)
  - Segunda Eliminatória — 10.2 s (→ 3º na bateria, avançou à semifinal)
  - Semifinal — 10.2 s (→ 5º na bateria, não avançou)

400m masculino
- Coulibaly Yoyaga
  - Primeira Eliminatória — 50.0 s (→ 8º na bateria, não avançou)

100m com barreiras masculino
- Simbara Maki
  - Primeira Eliminatória — 14.3 s (→ 6º na bateria, não avançou))

Revezamento 4x100m masculino
- Atta Kouaukou
- N'Dri Kouame
- Boy Diby
- Gaoussou Kone
  - Primeira Eliminatória — 39.6 s (→ 5º na bateria, avançou à semifinal)
  - Semifinal — 39.6 s (→ 5º na bateria, não avançou)

Lançamento de disco masculino
- Segui Kragbe
  - Primeira Eliminatória — 55,24 m (→ não avançou)

### Canoagem
K-1 1000 metros masculino
- Jérôme Dogo Gaye
  - Eliminatórias — 4:31.2 min (→ 7º na bateria, avançou à repescagem)
  - Repescagem — 4:31,69 min (→ 4º na bateria, não avançou)

K-2 1000 metros masculino
- Paul Gnamia e N'Gama N'Gama
  - Eliminatórias — 3:50.8 min (→ 5º na bateria, avançou à repescagem)
  - Repescagem — 4:07,98 min (→ 3º na bateria, avançou à semifinal)
  - Semifinal — 4:01,31 min (→ 5º na bateria, não avançou)